# Nájezd žabích mužů na Alexandrii
Nájezd žabích mužů na Alexandrii, k němuž došlo 19. prosince 1941, představuje jeden z největších úspěchů italského námořnictva a jeho zvláštní jednotky Xª Flottiglia MAS za druhé světové války. Italští žabí muži z ponorky Scirè při něm za použití min těžce poškodili a na mnoho měsíců vyřadili britské bitevní lodi HMS Queen Elizabeth a HMS Valiant, torpédoborec HMS Jervis a tanker Sagona - vše za cenu šesti zajatých mužů. 
Útok na mnoho měsíců ochromil britskou středomořskou flotilu a ustavil dočasnou převahu italského námořnictva ve Středomoří. Italové jí však příliš nevyužili, především protože si jí nebyli úplně vědomi - Britům se totiž nějakou dobu dařilo předstírat, že napáchané škody nebyly tak velké a že HMS Queen Elizabeth zůstala i po útoku bojeschopná (ač byla ve skutečnosti vyřazena na půl roku).